# ۱۲ نوامبر
۱۲ نوامبر سیصد و شانزدهمین (در سال‌های کبیسه سیصد و هفدهمین) روز سال در گاه‌شماری میلادی است. ۴۹ روز تا پایان سال باقی است.

## رویدادها
- ۱۵۵۵ - پارلمان انگلستان مذهب کاتولیک را مذهب رسمی کشور تعیین کرد.
- ۱۸۴۷ - برای نخستین بار در جهان، جیمز یانگ سیمسون برای بیهوش کردن بیمار جهت انجام عمل جراحی، از کلروفورم استفاده کرد.
- ۱۹۰۵ - همه‌پرسی تعیین حکومت پادشاهی یا جمهوری در نروژ برگزار شد که مردم رای به حکومت پادشاهی دادند.
- ۱۹۱۲ - جسد یخ زده کاپیتان رابرت فالکون اسکات، دریانورد و کاشف بریتانیایی و یارانش در یخ‌تاق راس در جنوبگان کشف شد.
- ۱۹۱۸ - اتریش جمهوری شد.
- ۱۹۲۰ - پیمان راپیلو با هدف رفع مسائل مرزی پادشاهی ایتالیا و یوگسلاوی در دریای آدریاتیک به امضا رسید.
- ۱۹۲۷ - لئون تروتسکی از روسیه تبعید شد.
- ۱۹۳۶ - پل خلیج سانفرانسیسکو-اوکلند افتتاح شد.
- ۱۹۴۲ - نبرد دریایی گوادالکانال در جریان جنگ جهانی دوم میان ایالات متحده و امپراتوری ژاپن آغاز شد.
- ۱۹۴۶ - نخستین بانک سواره (اتوبانک) در شهر شیکاگو آغاز به‌کار کرد.
- ۱۹۴۸ - توجو هیدکی، نخست‌وزیر امپراتوری ژاپن در زمان جنگ جهانی دوم و شماری از همکارانش به اعدام محکوم شدند.
- ۱۹۵۶ - مراکش، سودان و تونس به سازمان ملل متحد پیوستند.
- ۱۹۵۹ - احداث پلی به درازای ۸۹۰ متر و پهنای ۱۲ متر که آبادان را به خرمشهر وصل می‌کند، به پایان رسید.
- ۱۹۷۵ - کومور به سازمان ملل متحد پیوست.
- ۱۹۷۹ - در پی اشغال سفارت ایالات متحده توسط دانشجویان انقلابی و بحران گروگانگیری پس از آن، جیمی کارتر، رئیس‌جمهور ایالات متحده دستور به قطع واردات نفت از ایران داد.
- ۱۹۸۰ - فضاپیمای وویجر ۱ در نزدیکترین فاصله خود از زحل، اولین عکس خود را از حلقه این سیاره را ثبت کرد.
- ۱۹۸۲ - یوری آندروپوف پس از درگذشت لئونید برژنف، رهبر اتحاد جماهیر شوروی شد.
- ۱۹۹۰ - امپراتور آکیهیتو در ژاپن به سلطنت رسید.
- ۱۹۹۰ - تیم برنرز لی با کمک رابرت کایلا، پیشنهاد طراحی شبکه جهانی وب را ارائه کرد.
- ۱۹۹۳ - یواف‌سی تأسیس شد.
- ۱۹۹۶ - یک جت بوئینگ ۷۴۷ خطوط هوایی سعودی در آسمان هند و نه چندان دورتر از فرودگاه دهلی نو، در مرگبارترین سانحه هوایی تا زمان خود با یک هواپیمای باری قزاقستان برخورد کرد که منجر سقوط هر دو هوایما و کشته شدن ۳۴۹ تن گردید.
- ۱۹۹۹ - در اثر زلزله‌ای به بزرگی ۷٫۲ ریشتر در منطقه دوزچی ترکیه ۸۹۴ نفر کشته، ۴۹۴۸ نفر زخمی و بالغ بر ۵۵ هزار نفر بی خانمان شدند.
- ۲۰۰۱ - در اثر سانحه در هنگام برخاستن از باند در فرودگاه بین‌المللی جان اف کندی در هواپیمای ایرباس ای۳۰۰ خطوط هوایی آمریکا، ۲۶۰ سرنشین و ۵ نفر بر روی زمین کشته شدند.
- ۲۰۰۱ - در پی پیشروی قوای ائتلاف شمال، نیروی‌های طالبان کابل، پایتخت افغانستان را رها کرده و از مواضع خود عقب‌نشینی نمودند.
- ۲۰۰۳ - در اثر حمله انتحاری به پایگاه پلیس نیروهای ایتالیایی حاضر در ناصریه عراق، ۲۳ تن از جمله یک سرباز ایتالیایی (اولین کشته ایتالیایی در عراق) کشته شدند.
- ۲۰۰۳ - قطار شهری شانگهای به عنوان پرسرعت‌ترین قطار تجاری جهان نام گرفت.
- ۲۰۰۸ - طبق یک اطلاعیه رسمی، از مارس ۲۰۰۳ تا نهم نوامبر ۲۰۰۸ چهار هزار و ۱۹۲ آمریکایی در جریان اشغال نظامی عراق کشته شدند.
- ۲۰۱۱ - در پی رکود اقتصادی و بحران بدهی، سیلویو برلوسکونی نخست‌وزیر ایتالیا از مقام خود استعفا کرد.

## زادروزها
- ۱۸۱۵ - الیزابت کدی، فعال اجتماعی و حقوق زنان آمریکایی
- ۱۹۲۱ - امین الحافظ، نخست‌وزیر سوریه
- ۱۹۴۱ - کریستینا پری روسی، نویسنده و شاعر اهل اروگوئه

## درگذشت‌ها
- ۶۰۷ - پاپ بونیفاس سوم، یکی از پاپ‌های کلیسای کاتولیک
- ۱۰۲۸ - کنستانتین هشتم، امپراتور بیزانس
- ۱۰۳۵ - کانوت بزرگ، پادشاه انگلستان، دانمارک و نروژ

## مناسبت‌ها
- روز جهانی ذات الریه
- روز قانون اساسی در کشور جمهوری آذربایجان